# Kolham
Kolham, Gronings Kolham, vroeger ook Colham of De Ham, is een dorp in de gemeente Midden-Groningen in de provincie Groningen (Nederland). De verkeerswegen A7 en N387 kruisen elkaar op korte afstand van Kolham. Het dorp had op 1 januari 2023 1.375 inwoners. Kolham behoorde vanouds tot de landstreek Duurswold. De inwoners worden ook wel Hamsters genoemd.

## Ligging
Kolham is een streekdorp op een zandrug. Samen met de andere dorpen op deze zandrug, zoals Scharmer, Slochteren, Schildwolde en Hellum, vormt het een langgerekt half cirkelvormig lint. In het hart van deze cirkel ligt ongeveer het gehucht Woudbloem. Kolham vormt de zuidelijke punt van dit lint en wordt zelf aan de zuidkant omgeven door de westelijke noordkant van Hoogezand-Sappemeer.
De Scharmer Ae vormde vanouds de scheiding met Scharmer; de Slochter Ae, de Ruiten Ae en de Langewijk vormden de scheiding met het kerspel Slochteren. Het grondgebied van Kolham vormde zodoende een uitloper tussen de Scharmer en Slochter Ae die tot aan Schaaphok reikte. De Siepsloot, het Abrams- of Oudediepje, de Lodijk en de Borgsloot (waarlangs het Winschoterdiep werd gegraven) vormen de zuidgrens van het gebied. Als verbinding met de trekweg langs het Winschoterdiep dienden de Onze Lieve Vrouwenlaan, de Nieuwe- of Rengerslaan en de Knijpslaan (genoemd naar een inlaat in het Abramsdiepje).
De Vrouwenlaan ontleende zijn naam aan de voormalige Mariakapel te Kropswolde; hij sloot aan op de Woldweg, die in de middeleeuwen de belangrijkste verbinding van Appingedam naar Drenthe en verder zuidwaarts vormde. Hij raakte na de aanleg van de Rengerslaan in 1656 in onbruik, maar werd in 1848 door de bewoners hersteld. Dit om de tolheffing te ontgaan, die de stad Groningen had ingesteld. Ten westen van de kerk liep verder de (verdwenen) Thesingerlaan, die toegang bood tot de meenschaar van Kolham.

## Afbeeldingen

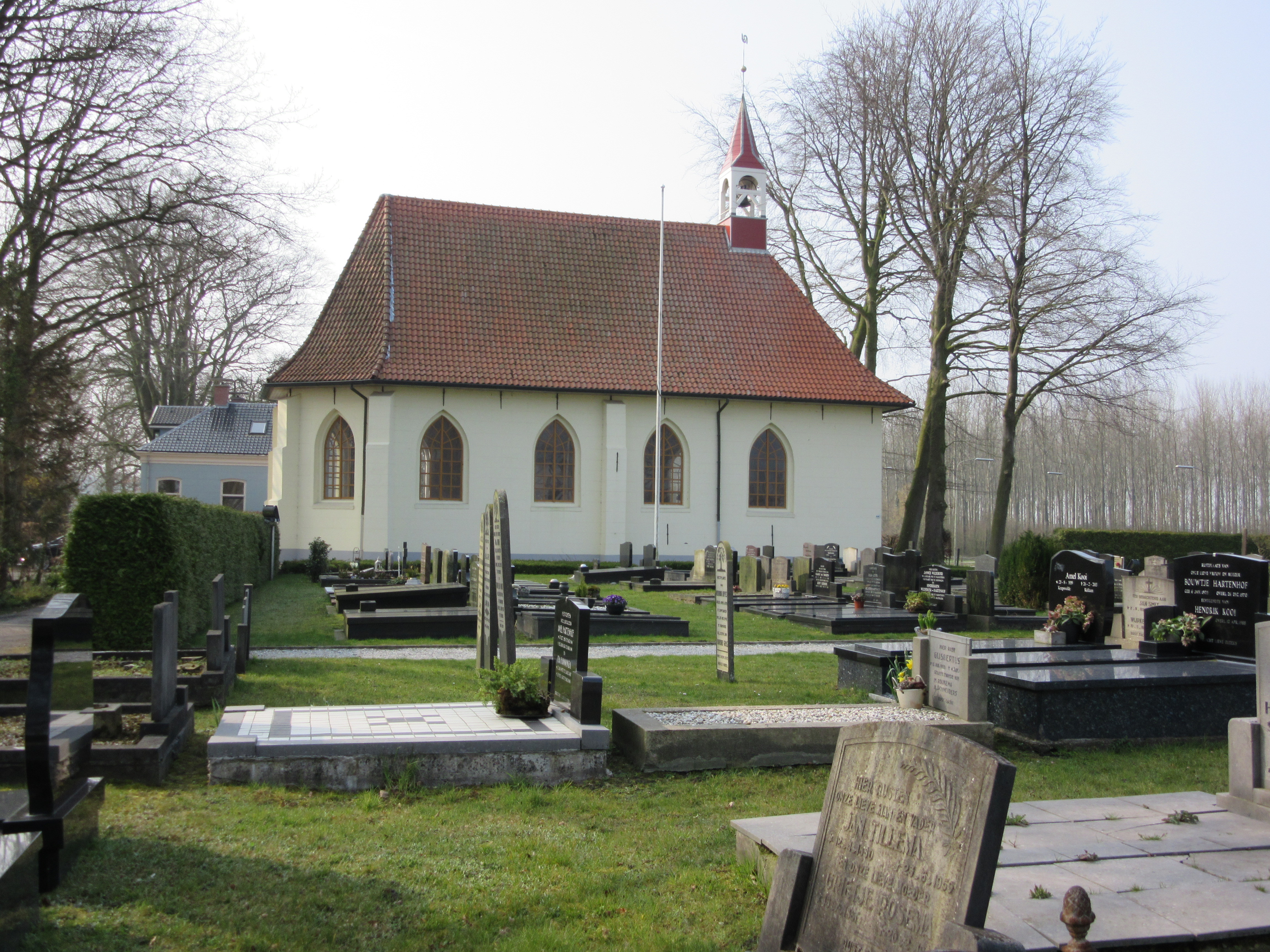
Hervormde kerk van Kolham
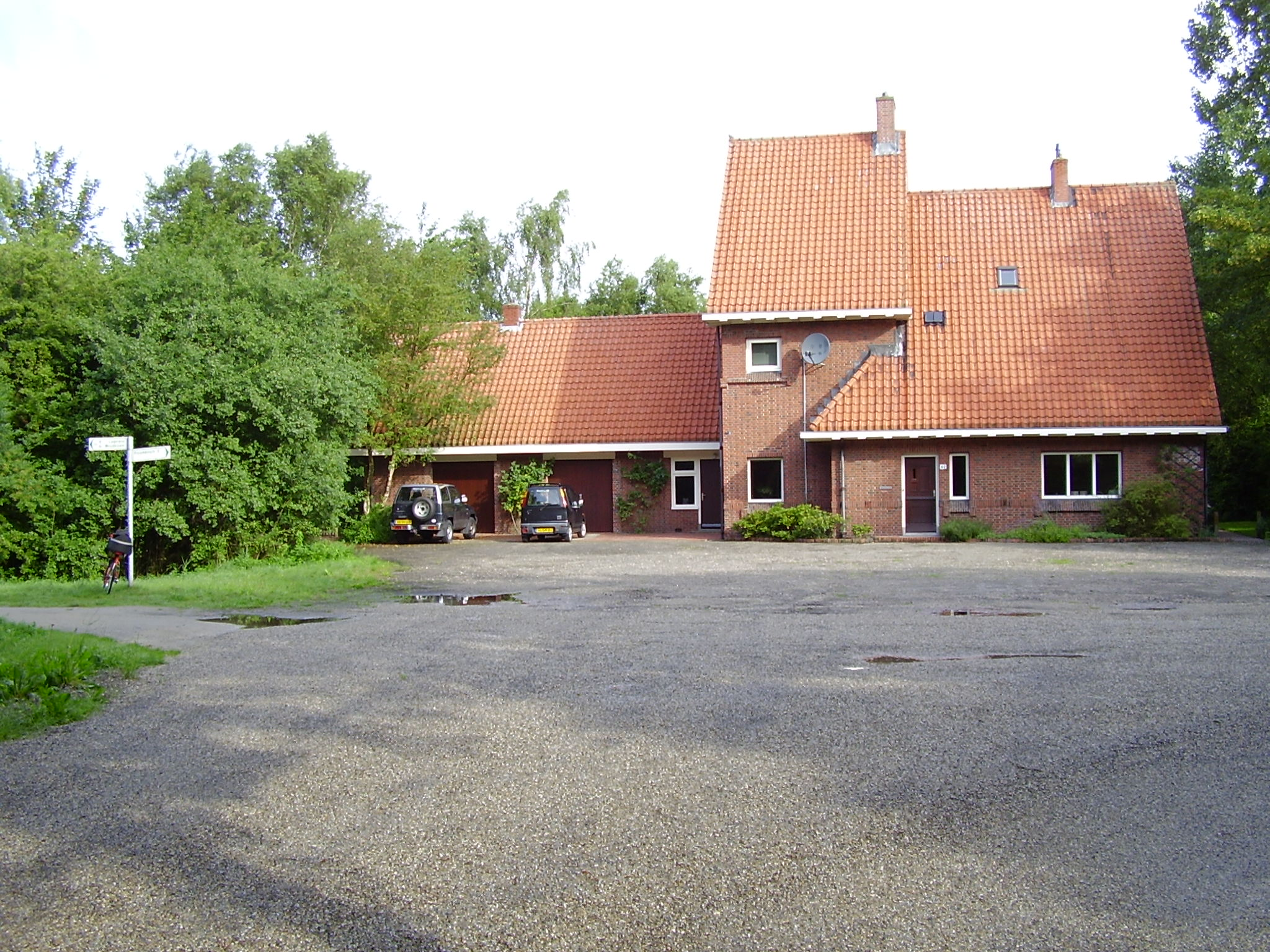
Voormalig station Kolham
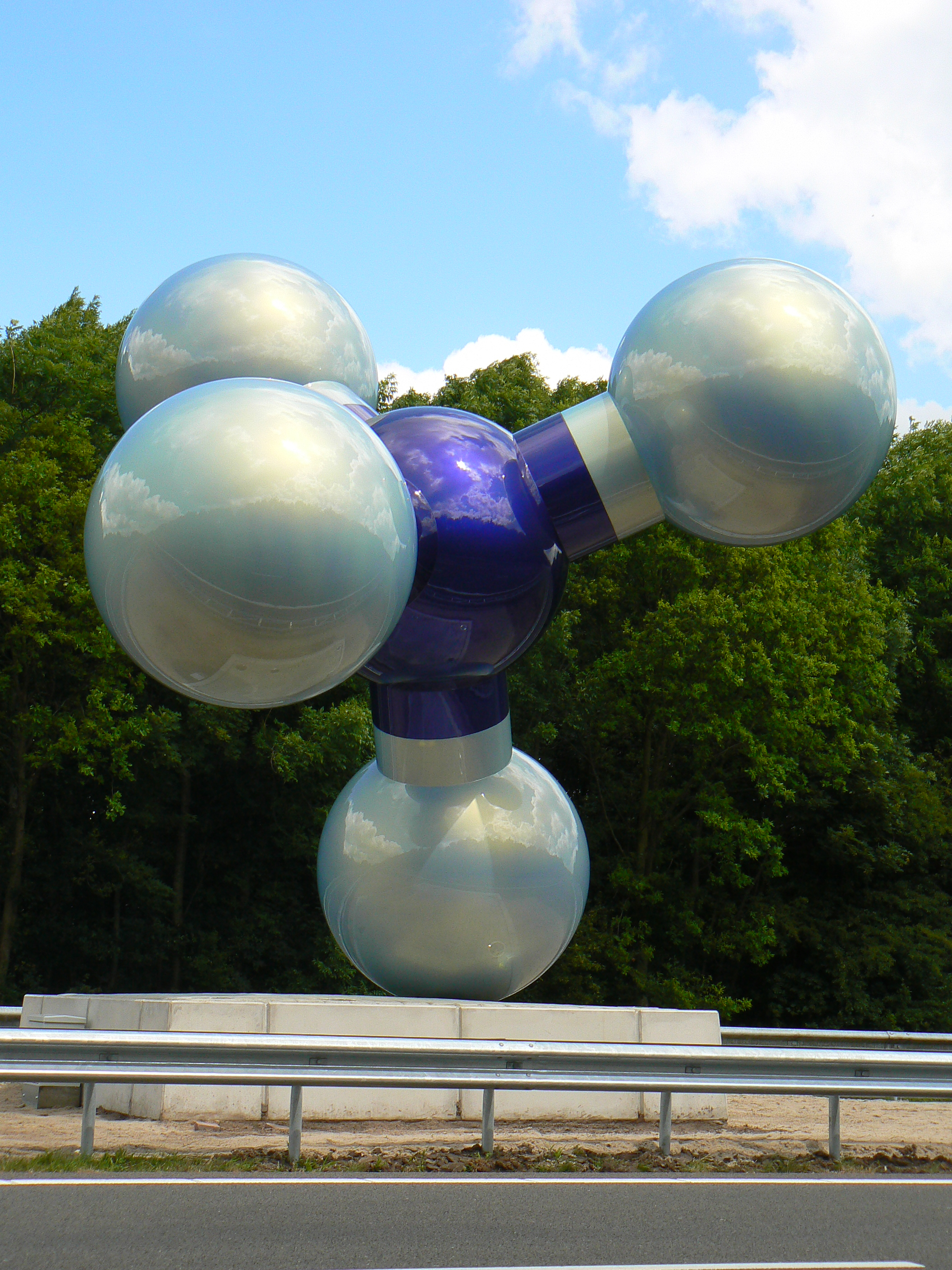
Slochter Gasmolecule (2009) van Marc Ruygrok middenberm A7
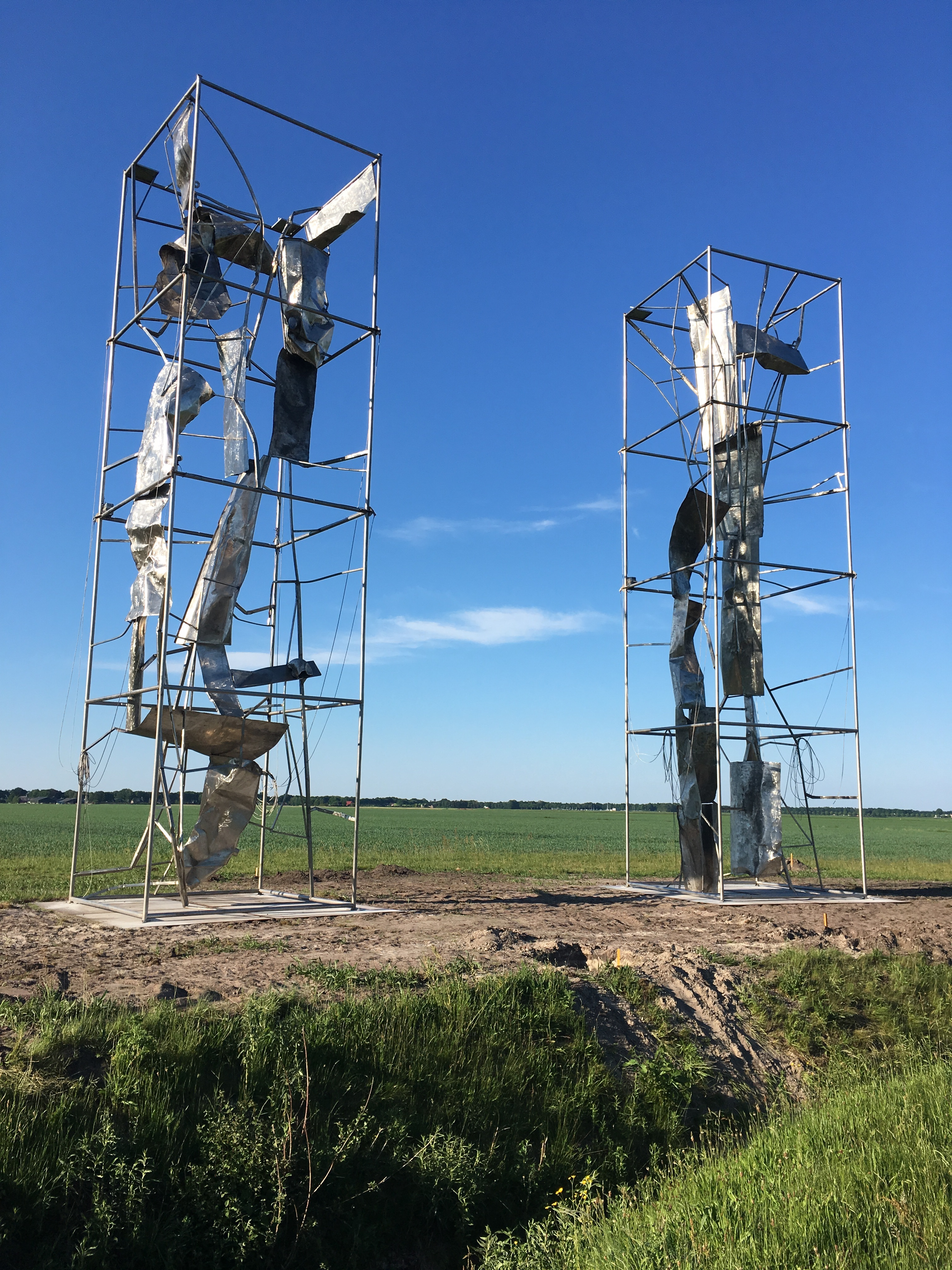
Engelendeel (2014) van Herbert Nouwens oprit A7 (2017)

## Geschiedenis
De nederzetting Kolham is omstreeks de elfde eeuw ontstaan als hoogveenontginning langs de oevers van de Slochter Ae. De ontginning stond mogelijk onder leiding van de voorouders van de heren van Scharmer, die het dorp samen met (delen van) Scharmer, Slochteren, Wittewierum en Woltersum in 1266 en 1323 in leen hadden van de graven van Bentheim. Op hun beurt waren dit verre afstammelingen van de graven van Midden-Friesland die hier in de elfde eeuw macht uitoefenden. In 1392 droeg de graaf van Bentheim de rechtspraak in deze dorpen op aan Clawes Schulte, een burger van Groningen die tevens hoofdeling te Scharmer was; later vererfden deze machtsposities op de familie Rengers te Scharmer en Ten Post. Het dorp Scharmer is vermoedelijk pas na het graven van de Scharmer Ae afgesplitst van Kolham; dit verklaart waarom de onverdeelde gronden ten oosten van de Scharmer Ae, die later eigendom van de familie Rengers waren, onder Kolham bleven vallen.
Het dorp Kolham wordt in 1266 voor het eerst genoemd als in Hemme en in 1291 als Hemmenis. De uitgang -ham betekent 'hoek, landtong, afgebakend stuk weiland' en verwijst hier vermoedelijk naar de uiterwaarden van de Slochter Ae. Het woord komt ook terug in de toponiemen De Hammen en Hamweg. Het voorvoegsel kol(d)- werd eerst in een later stadium toegevoegd: in 1453 was sprake van vpden Kolham, omstreeks 1475 Kolhemiss, 1497 Caldehammis en 1596 toe Colham. Dit voorvoegsel verwijst mogelijk naar de moerassige omgeving, het woeste terrein of de vlakke, winderige ligging van het gebied.
Kolham en Scharmer zijn kennelijk afgesplitst van de moederparochie Slochteren, waar de seend van zuidelijk Duurswold werd gehouden. De grens met Slochteren langs de Ruiten Ae werd gevormd door een denkbeeldige lijn, die loodrecht op de Benningsloot stond.
Het gebied was bedekt met een flinke laag hoogveen, een noordelijke uitloper van de venen bij Hoogezand-Sappemeer. Belangrijke kloosters als Thesinge, Ten Boer, Rottum, Oldeklooster, Nijenklooster, Oosterwierum, Schildwolde en Yesse en een aantal hoofdelingen hadden hier percelen hoogveen in bezit, waar turf gegraven werd. Met name grote delen van de buurtschappen Gaarveen en Ruiten (op de Ruethe) met akkers en hooilanden waren kloosterbezit. Het premonstratenzerklooster Bloemhof te Wittewierum had drie heerden land ten westen van de kerk in eigendom. Dit klooster bezat in de 16e eeuw ook de parochierechten in Kolham en benoemde de pastoor. Het kerkhof, dat hoger ligt dan de omgeving, bestaat eveneens uit een niet afgegraven stuk veen. In 1499 plunderde de Saksische legeroverste Nittert Fox 't Hof te Kolham, waarmee vermoedelijk de omgeving van het kerkhof werd bedoeld.
Daarnaast waren er rond 1500 veel houtwallen en percelen met eikenhakhout te vinden. Rond 1650 was het grootste deel van het hoogveen 'vergraven', afgezien van een smalle strook langs de zuidgrens van het dorp. Ook daarna ging de turfwinning door, met name in de oostelijke helft van het dorp, waar het veendek grotendeels verdwenen is. Het maaiveld daalde bovendien door inklinking en erosie. De afgegraven turf werd via kanaaltjes als Abramsdiepje, Langewijk en de Hooiteswijk in de richting van Martenshoek afgevoerd. Bij Langewijk werd in het laatst van de 18e eeuw ook baggerturf gewonnen.
Omdat de landerijen rond het dorp Kolham hoger liggen dan de directe omgeving (tot 1 meter +NAP) kon de natuurlijke afwatering lange tijd ongestoord plaatsvinden; er werden vanaf het midden van de 19e eeuw slechts enkele, meest kleine poldermolens gebouwd.

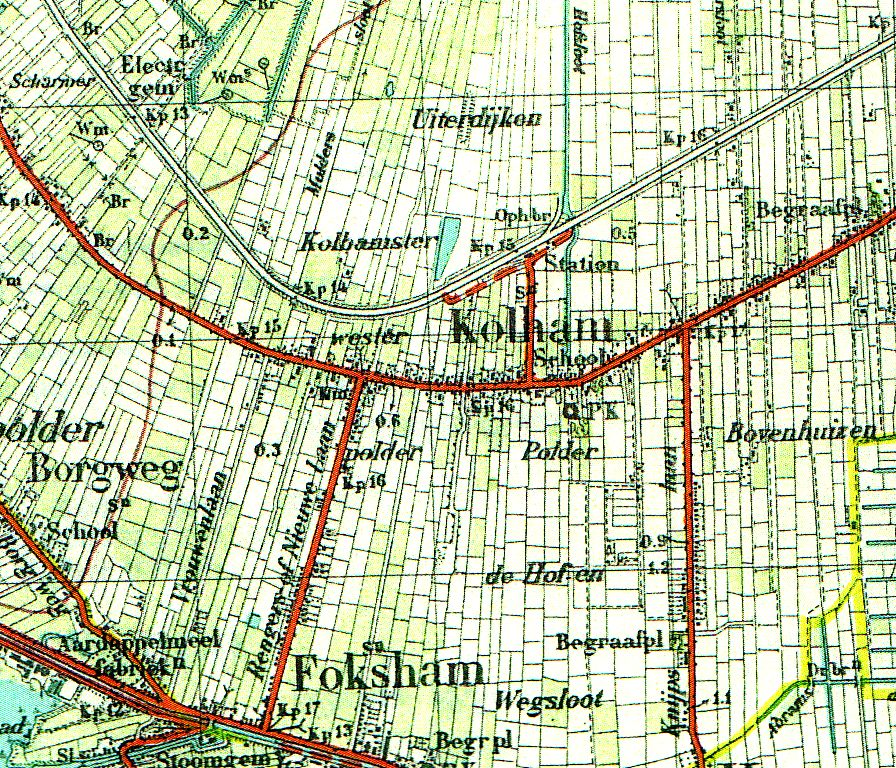
Kolham op de topografische kaart van 1934

In het dorp Kolham staat een kerk uit het jaar 1641. Deze werd op kosten van de provincie gebouwd verbouwd, ter vervanging van een ouder gebouw. De muren dateren mogelijk van de oude kerk, die - gezien de dikte van de muren - op zijn vroegst uit de 15e eeuw dateerde. De totale kosten bedroegen ƒ 5.442. De kerk was met de overige kloostergoederen van Wittewierum in handen gekomen van de provincie, die voortaan ook de predikanten benoemde. Op grond van een akte uit 1422 was de provincie (als collator) verplicht alle bouwkosten aan kerk, klokkentoren, pastorie, pastorie en kosterij voor zijn rekening te nemen. In de gevel van het kerkje is het provinciewapen aangebracht. De kerk werd ingekort in 1808, waarbij de vrijstaande klokkenstoel werd vervangen door een dakruiter. In 1829 werden bovendien de vensters vergroot. Naast de kerk staat een vervallen pastorie uit 1829, die is verbouwd in 1891. De hoge kelders zouden nog afkomstig zijn van een eerder gebouw, waarin volgens overleveringen een brouwerij gevestigd was. Men veronderstelt wel dat deze de bierbrouwerij ooit zou gesticht zijn door het klooster Wittewierum. Kerk, pastorie en kerkhof werden in november 2020 overgedragen aan de Stichting Oude Groninger Kerken
Kolham, in de 19e eeuw soms nog De Ham genoemd, is sindsdien onherkenbaar veranderd. De houtwallen waren rond 1900 grotendeels verdwenen. Het grootste bos was het 'Kolhamster bos', dat zich uitstrekte van Hoogezand tot aan de weg door Kolham en waarvan de laatste resten rond 1900 werden gekapt. Het behoorde bij de veenborg Vredenburg in Hoogezand.

## Buurtschappen
Kolham bestond rond 1500 uit twee of drie buurtschappen, namelijk an de wester zijde van der kercke en an die oester sydt van der kercke, daarnaast het Gaerffeen. Nog rond 1900 onderscheidde men het West- en het Oosteinde van het dorp. Het dorp vormde een afzonderlijke schepperij binnen het Slochterzijlvest, maar één gezamenlijke rechtstoel met Slochteren.
Het Gaarveen was het spits toelopende ontginningsblok rond de bovenloop van de Slochter Ae of Ruiten Ae. Aan de oevers van dit stroompje bevond zich een van de beide rechtplaatsen oftewel het kaakheem van heerlijkheid Slochteren, Kolham en een deel Schildwolde, vermoedelijk daterend uit de middeleeuwen. De restanten hiervan waren nog in 1828 te zien in een heideveld, enige meters ten noorden van de Hoofdweg (nu Hoofdweg 103). Op dit veldje werden volgens overleveringen ook zwervers begraven, die geen recht hadden op een eervolle uitvaart. Het gebied Gaarveen wordt tegenwoordig tot Froombosch gerekend.
Ten zuiden van het dorpslint liggen de buurtschapjes Bovenhuizen en Buitenhuizen, waarvan slechts vier huizen zijn overgebleven. De landerijen ten noorden van de Hoofdweg worden ook wel Uiterdijken genoemd; dit gebied bestond in de 19e eeuw nog grotendeels uit heidevelden. De kadastrale sectie Uiterdijk betrof het gebied tussen Slochter en Scharmer Ae tot aan Schaaphok.
Langs de grens met Hoogezand ontstond vanaf het begin van de 17e eeuw het dorp Foxham, dat in 1943 bij Hoogezand werd gevoegd. Rond de grens met Slochteren (dorp) ontstond rond 1900 het dorp Froombosch met de buurtschap Langewijk. De bebouwing langs de Knijpslaan dateert uit de jaren twintig.
Op het grondgebied van Kolham ontstonden verder de waterschappen Tilburgpolder (1848, gedeeltelijk), Kolhamster-Westerpolder (1856), Hof- en Wegsloot (1870), Heringapolder (ca. 1896), Koeland (1904) en Kolham-Achterdiep (1920), die ieder een eigen poldermolen(tje) hadden. De ontwatering had vanouds plaats door de Mulderssloot, Hofsloot (langs het kerkhof), Boersloot en Ruiten Ae, die allen uitmondden in de Slochter Ae. De bovenloop van de Slochter Ae werd doorgaans Ruiten Ae genoemd.
De eerste kadasterkaart van 1821 onderscheidt de secties Colham, Oost Colham en Uiterdijk.

## Borg
Bij Kolham waren tevens een of twee borgen of buitenplaatsen te vinden. De Roode poort wordt in 1499 voor het eerst genoemd en was gelegen op het tweede perceel ten westen van de Vrouwenlaan. In de 17e eeuw werd het een minderhuis genoemd, waar de adellijke familie De Maneel resideerde. In 1679 werd deze borg, toen Roopoorte genoemd, met eigendommen, gerechtigheden en landerijen die zich uitstrekten tot aan de trekweg langs het oude Winschoterdiep gerechtelijk verkocht. In Foxham bevonden zich enkele veenborgen, waarvan de bosaanplant en overige landerijen zich in de richting van Kolham uitstrekten.
Een tweede borg was mogelijk De Hof ten oosten van de kerk, waar in 1499 legeraanvoerder Nittert Fox zijn tenten opsloeg.

## Molens
Het dorp bezit een fraaie korenmolen, de Entreprise. Deze werd herbouwd in 1906, nadat een voorganger uit 1880 was afgebrand. Op 19 juni 2000 werd de korenmolen volledig in de as gelegd. Alleen de achtkantige stenen onderstuk stond er nog. Momenteel is het zicht op de molen weer volledig hersteld.
Daarnaast is de Vereniging Dorpsbelangen Kolham (VDK) eigenaar van een Amerikaanse windmotor. Deze windmotor is in 2010 volledig gerestaureerd en als cultuurhistorisch en landschap bepalend monument voor het nageslacht behouden. De nieuwe locatie van de Hercules is vrijwel gelijk aan de oorspronkelijke locatie (Westerpolder).

## Voormalig spoorwegemplacement
Het spoorwegemplacement van Kolham was onderdeel van de Woldjerspoorweg die Groningen en Delfzijl via het Duurswold met elkaar verbond. Nadat in 1941 de laatste trein had gereden, werd het spoor in 1942 opgebroken.
Het station Kolham stamt uit 1929 en is van het standaardtype Woldjerspoor van architect Ad van der Steur. De wisselplaats voor het kruisen van treinen is alleen in het openingsjaar 1929 en rond 1935 gebruikt. Het stationsgebouw is tot rijksmonument verklaard en is verbouwd tot woonhuis.
In 1997 is op het oude baanlichaam tussen het station en een voormalige zandwinning een nieuw stuk spoor van ongeveer 70 meter teruggelegd met materiaal van de spoorbaan Stadskanaal–Ter Apel.

## Aardgas
Op 29 mei 1959 werd in Kolham het eerste aardgas ontdekt. Bij boer K.P. Boon werd de eerste boring op zijn bouwland verricht en de vermaarde Slochter gasbel aangetroffen. Het gas zat 2659 meter diep. Pas jaren later bleek hoe groot de aangeboorde bel was: minstens 2.700 miljard kuub. Op 22 juli werd het eerste gas gewonnen. De vondst vormde de aanzet tot de ontwikkeling in sneltreinvaart van Nederland als gasland, van de Nederlandse welvaart en van alles wat er sindsdien rond de gaswinning plaatsvond.

## Geboren
- Hendrik Geerts Maathuis (1792-1870), burgemeester